# Eudorcas albonotata
La gazzella di Mongalla (Eudorcas albonotata W. Rothschild, 1903) è una specie di gazzella diffusa nelle pianure alluvionali e nelle savane del Sudan del Sud. È stata descritta per la prima volta dallo zoologo britannico Walter Rothschild nel 1903. Il suo status tassonomico è sempre stato oggetto di discussione tra gli studiosi. Mentre alcuni autori la considerano una specie monotipica in seno al genere Eudorcas, altri la considerano una semplice sottospecie della gazzella di Thomson o, ancora, della gazzella dalla fronte rossa.
La gazzella di Mongalla è un'antilope di medie dimensioni, con manto di colore marrone e fronte, addome e posteriore completamente bianchi. Lungo i fianchi corre una larga striscia orizzontale nera, al di sotto della quale ve n'è un'altra di colore rossiccio. Le corna sono presenti in entrambi i sessi, ma quelle dei maschi hanno lunghezza doppia rispetto a quelle delle femmine.
Questa gazzella abita le pianure alluvionali e le piatte distese di savana del Sudan del Sud, ad est del Nilo. Il suo areale, tuttavia, non raggiunge i confini dei vicini Paesi di Kenya e Uganda. L'Unione Internazionale per la Conservazione della Natura (IUCN) la classifica come specie a rischio minimo (Least Concern). Attualmente non esistono fattori che ne minaccino la sopravvivenza.

## Tassonomia

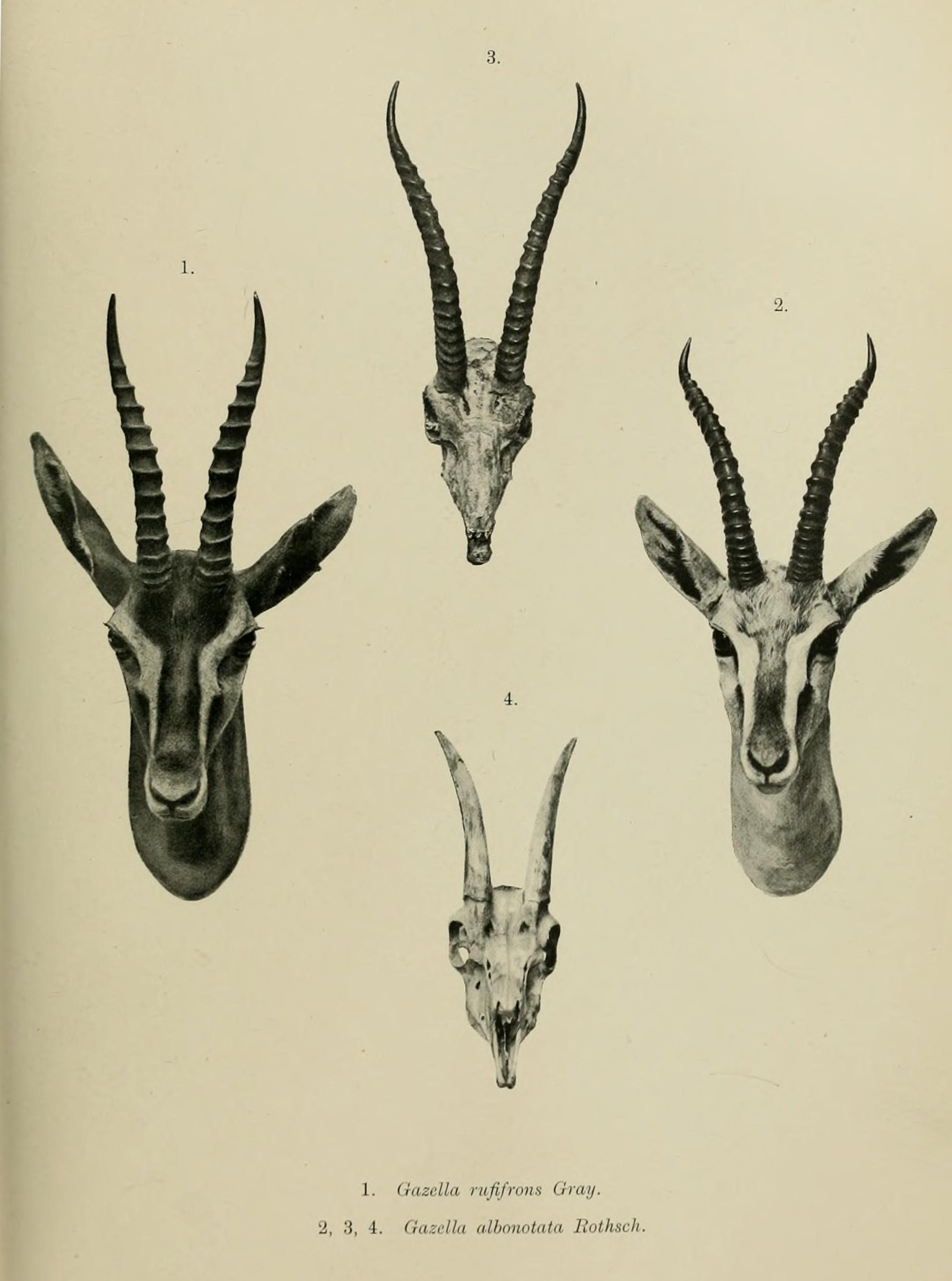
Testa (a destra) e cranio di gazzella di Mongalla e di gazzella dalla fronte rossa.

Il nome scientifico della gazzella di Mongalla è Eudorcas albonotata. La specie è stata descritta per la prima volta dallo zoologo britannico Walter Rothschild nel 1903.. Tra gli studiosi non vi è consenso unanime su quale sia il suo esatto status tassonomico. Questa specie monotipica viene spesso considerata una sottospecie della gazzella di Thomson (Eudorcas thomsonii) da molti autori, tra i quali Alan W. Gentry del museo di storia naturale di Londra. La stessa gazzella di Thomson è stata considerata conspecifica della gazzella dalla fronte rossa (E. rufifrons) da autori come Colin Groves. In altri casi ancora, la gazzella di Mongalla viene classificata come una sottospecie della gazzella dalla fronte rossa. D'altro canto, nella loro pubblicazione Ungulate Taxonomy del 2011, Grubb e Groves considerano questa forma come una specie a tutti gli effetti del genere Eudorcas..
Sia Gentry, nel 1972, che Grubb, nel 2005, hanno notato che la gazzella di Mongalla, per quanto riguarda il cranio e la forma delle corna, è più simile alla gazzella dalla fronte rossa che alla gazzella di Thomson. Il nome comune della specie deve la sua origine a Mongalla, una cittadina dell'Equatoria Centrale, uno degli stati del Sudan del Sud.

## Descrizione
La gazzella di Mongalla è un'antilope di medie dimensioni dallo spiccato dimorfismo sessuale. La fronte è completamente bianca ed ogni occhio è circondato da un anello bianco. L'area tra il canale lacrimale e la bocca è di colore variabile tra il camoscio e il nero. Le orecchie sono appuntite all'estremità. Il manto è marrone, con le regioni inferiori e il posteriore bianchi. Lungo i fianchi corre una larga striscia orizzontale nera, al di sotto della quale ve n'è un'altra di colore rossiccio sbiadito. Sono presenti inoltre una banda sul posteriore e una striscia sulla faccia di colore nero. I ciuffi di pelo sulle ginocchia sono piuttosto lunghi e la breve coda è interamente ricoperta di peli. Le corna sono presenti in entrambi i sessi. Le corna dei maschi sono brevi e presentano anelli ben evidenti. Quelle delle femmine sono lunghe solo metà di quelle dei maschi e sono sottili e diritte. Le corna si curvano prima all'indietro e poi in avanti, con le estremità leggermente rivolte verso l'interno.
Questa gazzella ricorda la gazzella dalla fronte rossa per quanto riguarda le dimensioni, ma rispetto a questa ha un cranio più stretto. Inoltre, mentre nella gazzella di Mongalla le corna delle femmine sono più corte di quelle dei maschi del 50%, nella gazzella dalla fronte rossa e nella gazzella di Heuglin (Eudorcas tilonura) sono più corte del 60-70%. Si differenzia dalla gazzella dalla fronte rossa anche per il fatto che in quest'ultima il naso e la striscia sulla faccia sono di colore variabile dal rossiccio al nero, invece che dal sabbia al rossiccio. Le due specie differiscono notevolmente per quanto riguarda la colorazione facciale. Nella gazzella di Mongalla, inoltre, le corna si incurvano di più all'indietro e sono più distanziate tra loro.
Le corna dei maschi della gazzella di Mongalla sono più corte e più curvate all'indietro di quelle dei maschi della gazzella di Thomson. Nel 1969 Groves affermò che la gazzella di Mongalla costituiva una sorta di forma intermedia tra la gazzella di Thomson e la sottospecie nubiana della gazzella dalla fronte rossa (E. r. laevipes). Per dimensioni la gazzella di Mongalla è simile a quest'ultima, ma rispetto a questa ha un cranio più stretto e il rostro più lungo.

## Distribuzione e habitat
La gazzella di Mongalla vive nelle pianure alluvionali e nelle piatte distese di savana del Sudan del Sud orientale, a est del Nilo. Il suo areale, tuttavia, non raggiunge i confini dei vicini Paesi di Kenya e Uganda. Nonostante negli anni '80 siano state raccolte testimonianze di una sua eventuale presenza della regione dell'Omo, nel sud-est dell'Etiopia, nessun sopralluogo recente è riuscito a convalidare questa voce. Nel 1999, Rod East dello IUCN SSC Antelope Specialist Group valutò la popolazione di questa specie in 100.000 capi, ma lo studioso non era a conoscenza del fatto che il numero di esemplari varia notevolmente da una parte all'altra dell'areale; inoltre, all'epoca alcune zone dell'areale non erano ancora accessibili. Dopo un sopralluogo aereo effettuato nel 2007 in alcune aree del Sudan del Sud il numero di esemplari è stato valutato sulle 278.000 unità.
La specie conduce un'esistenza nomade, effettuando una migrazione circolare attraverso le pianure alluvionali del Sudd orientale. Durante la stagione delle piogge le gazzelle di Mongalla si radunano in gruppi numerosi, in compagnia di altre specie migratrici come il kob dalle orecchie bianche e il tiang. In effetti, 1,2 milioni di kob dalle orecchie bianche, tiang e gazzelle di Mongalla hanno continuato ad effettuare le loro migrazioni nel Sudan del Sud a dispetto di quasi 30 anni di guerra civile nella regione. Nel 2007 la gazzella di Mongalla è risultata essere il secondo animale più numeroso nel parco nazionale di Boma.

## Conservazione
L'Unione Internazionale per la Conservazione della Natura (IUCN) classifica la gazzella di Mongalla come specie a rischio minimo (Least Concern). Attualmente non esistono fattori che ne minaccino la sopravvivenza. La popolazione presente nel parco nazionale di Boma è stabile e non particolarmente minacciata dalla caccia. Inoltre, i bracconieri hanno un accesso limitato ad alcune parti dell'areale della specie, in quanto prive di acqua.